# 2000 гривень
2000 гривень — номінал грошових купюр УНР, що випускалися в обігу у 1918—1920 роках.

## Історія
Центральна Рада 1 березня 1918 року прийняла Закон «Про грошову одиницю, биття монети та друк державних кредитових білетів», яким було запроваджено нову грошову одиницю — гривню, яка поділялася на 100 шагів і дорівнювала 1/2 карбованця. 30 березня 1918 року було ухвалено Закон «Про випуск на 100 млн знаків Держскарбниці».
Протягом 1918 року в Берліні було видруковано грошові знаки 2000 гривень. Ескіз купюри виконав Іван Мозалевський. Проєкт було виконано вже після проголошення гетьманату на чолі з Павлом Скоропадським. Банкнота надрукована на жовтуватому папері.
Введені в обіг у жовтні 1918 року.

## Опис банкноти
| 2000-гривневі банкноти зразка 1918 року | 2000-гривневі банкноти зразка 1918 року | 2000-гривневі банкноти зразка 1918 року | 2000-гривневі банкноти зразка 1918 року | 2000-гривневі банкноти зразка 1918 року | 2000-гривневі банкноти зразка 1918 року             | 2000-гривневі банкноти зразка 1918 року | 2000-гривневі банкноти зразка 1918 року | 2000-гривневі банкноти зразка 1918 року | 2000-гривневі банкноти зразка 1918 року |
| Зображення                              | Зображення                              | Розміри (мм)                            | Основний колір                          | Опис                                    | Опис                                                | Дата                                    | Дата                                    | Дата                                    |                                         |
| Аверс                                   | Реверс                                  | Розміри (мм)                            | Основний колір                          | Аверс                                   | Реверс                                              | першого друку                           | введення                                | вилучення                               |                                         |
| --------------------------------------- | --------------------------------------- | --------------------------------------- | --------------------------------------- | --------------------------------------- | --------------------------------------------------- | --------------------------------------- | --------------------------------------- | --------------------------------------- | --------------------------------------- |
|                                         |                                         | 204 × 134                               | Малиновий помаранчевий зелений          | Номінал, тризуб, декоративні орнаменти  | Номінал, пояснювальні написи, декоративні орнаменти | 1918                                    | Жовтень 1918                            | після 1920                              |                                         |